# Chadefaudiomyces
Chadefaudiomyces — рід грибів. Назва вперше опублікована 1974 року.

## Класифікація
До роду Chadefaudiomyces відносять 1 вид:
- Chadefaudiomyces indicus